# Geverik
Geverik is een dorp dat onderdeel uitmaakt van de Nederlands-Limburgse gemeente Beek. De naam Geverik is afgeleid van 'Gabriacum' 'toebehorend aan Gabrus'. Een oudere naam voor Geverik is Geverick. Het dorp telt ongeveer 400 inwoners. De ligging is ten zuiden van de gemeente Beek, in de directe omgeving van Maastricht Aachen Airport. Het dorp wordt doorstroomd door de Cötelbeek (Keutelbeek) die ontspringt in het Kelmonderbos.
Bezienswaardigheden zijn:
- Kasteel Genbroek (1656) met het bijgelegen landgoed
- De neogotische Mariakapel uit 1861 en gerestaureerd in 1990.
- De Geverikhof of Hoeve Corten met jaartal 1782.

Zie ook
- Lijst van rijksmonumenten in Geverik

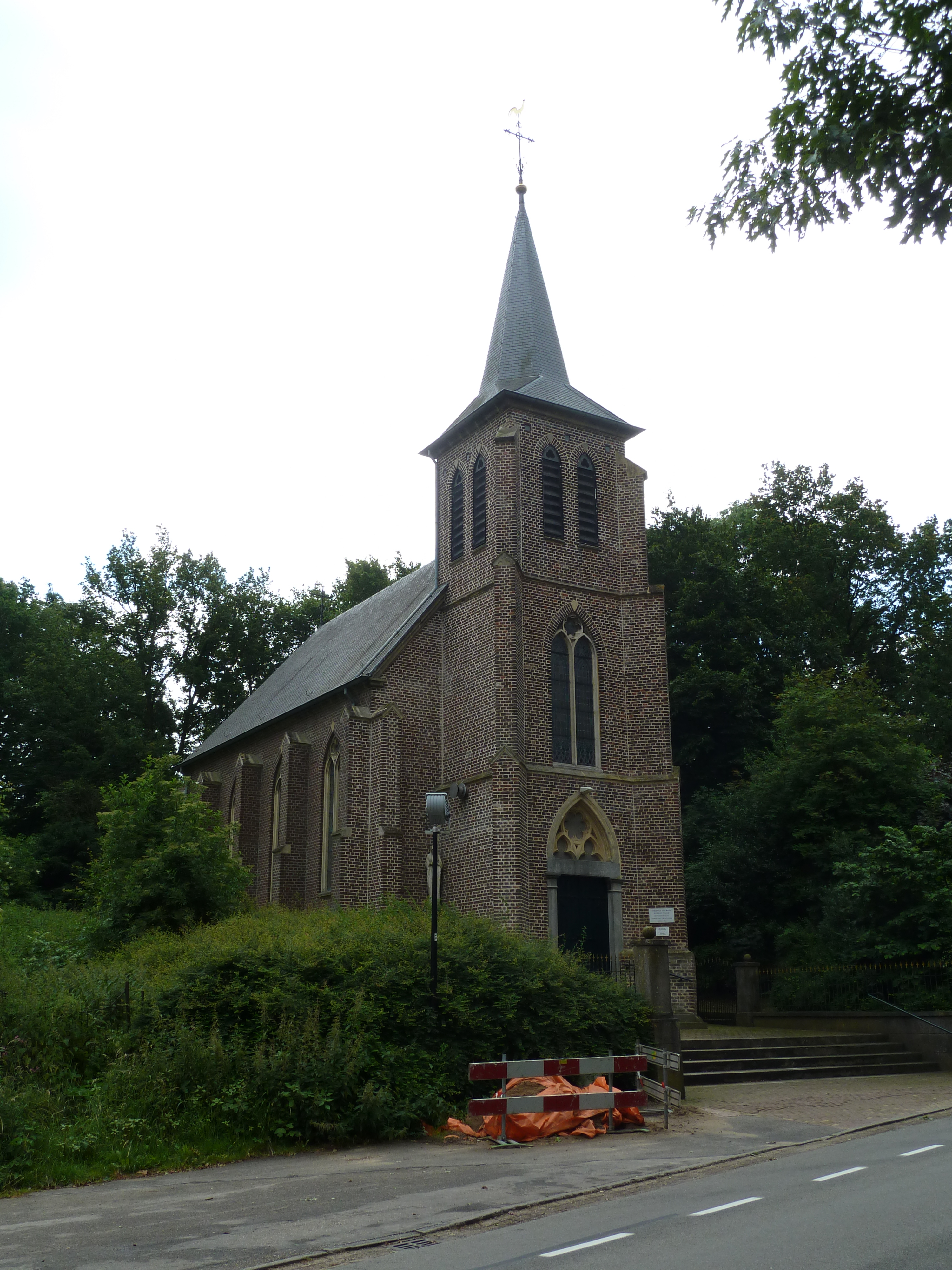
Mariakapel
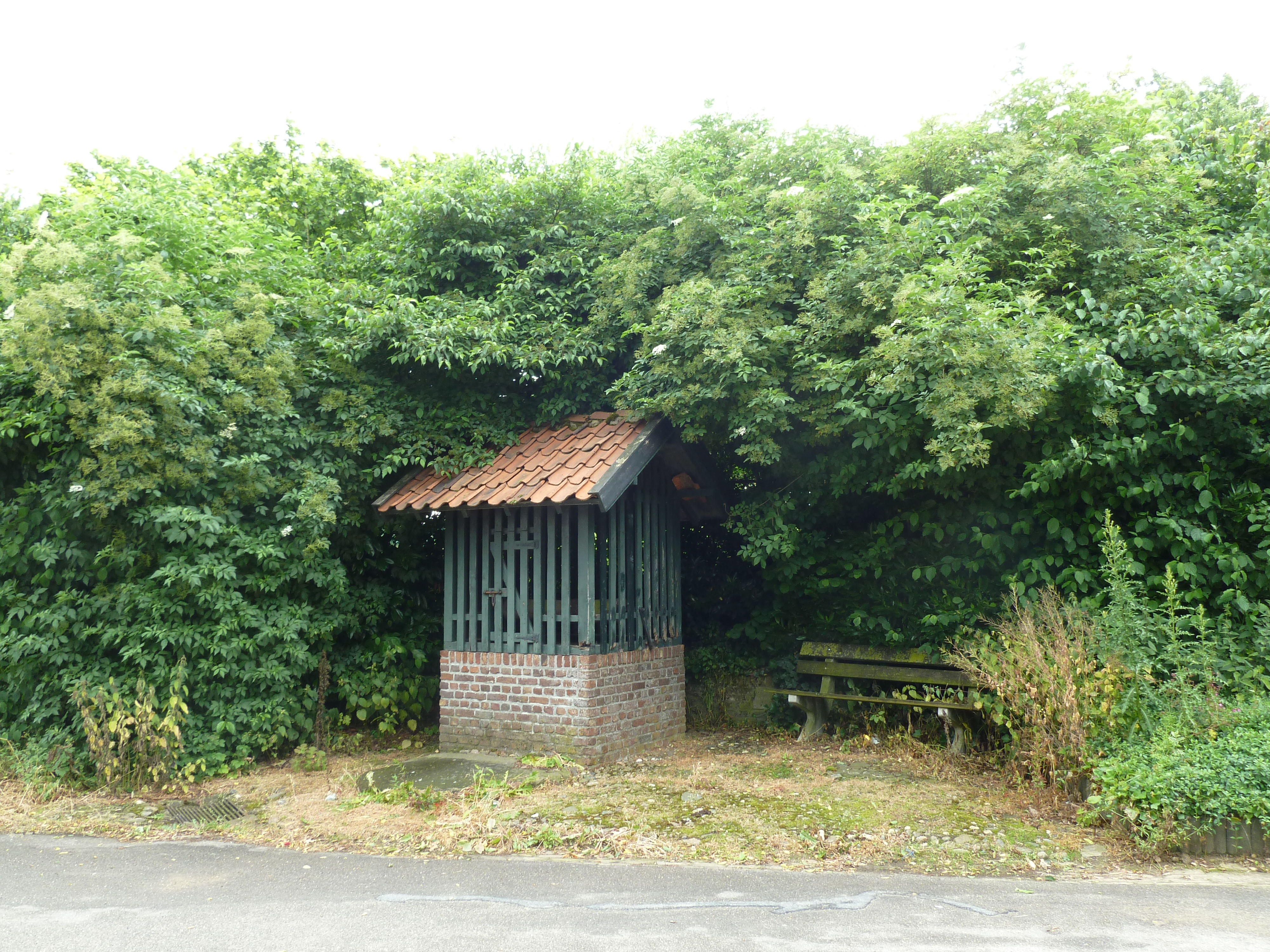
Zwingelput
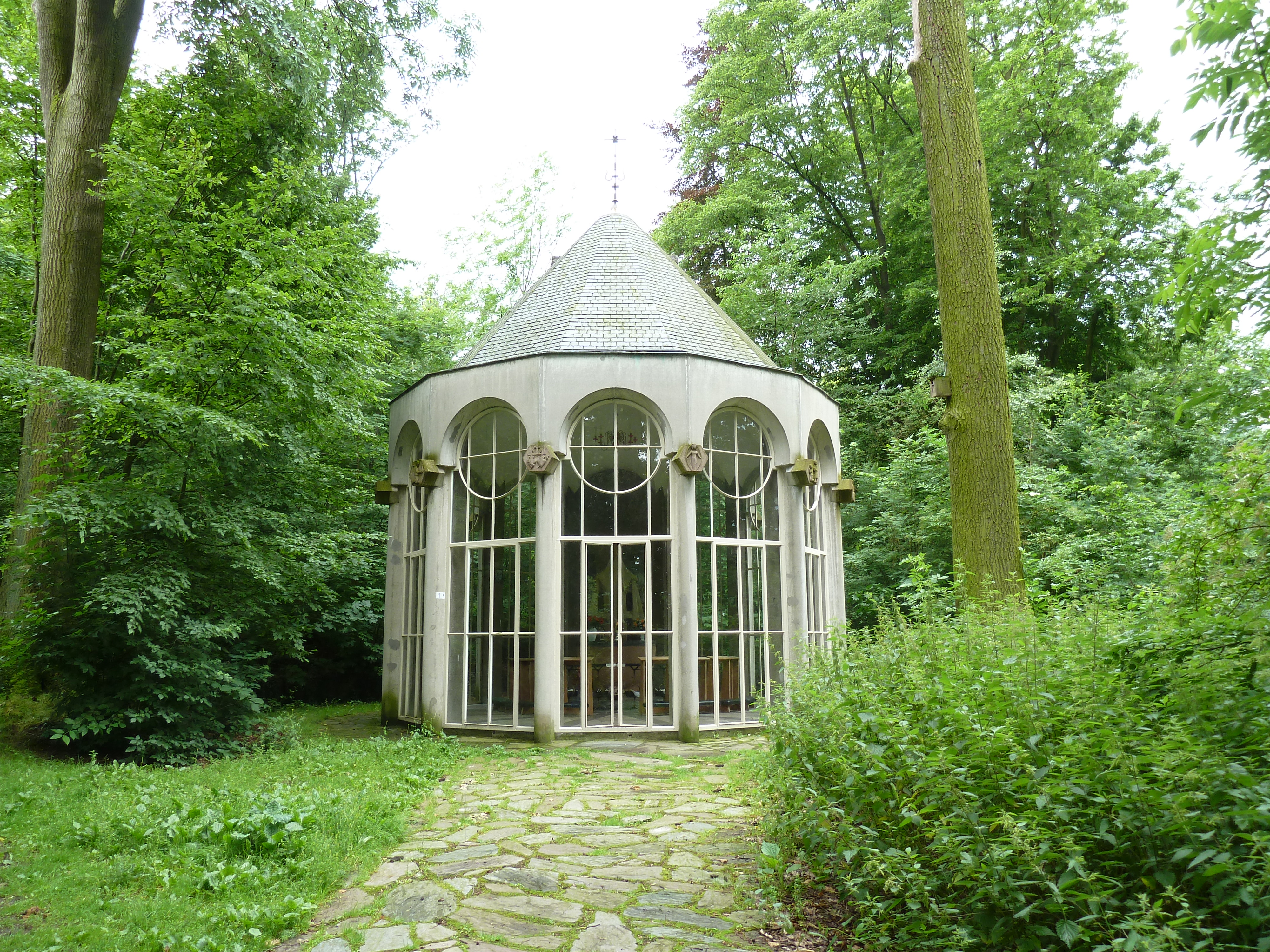
Kapel van de Wonderdadige Medaille

## Natuur en landschap
Geverik ligt op het Centraal Plateau op een hoogte van ongeveer 100 meter. In het zuiden ligt Maastricht Aachen Airport en in het westen de Rijksweg 2, waar kleinere wegen door worden afgesneden. In het oosten vindt men het Kelmonderbos waardoorheen de Keutelbeek omlaag stroomt naar het Kasteel Genbroek.

## Geboren
- Mathijs Schoffeleers (1928-2011), missionaris, godsdienstantropoloog

## Nabijgelegen kernen
Beek, Kelmond, Ulestraten, Schimmert
Dorpen: Beek · Genhout · Geverik · Neerbeek · Spaubeek

Buurtschappen en gehuchten: Hobbelrade · Hoeve · Kelmond · Klein-Genhout · Looiwinkel · Oude Kerk

Bedrijventerreinen: Beekerhoek · Maastricht Airport

Limburg: Steden en dorpen      Nederland: Provincies · Gemeenten